# Verbos da língua alemã
Este artigo visa apresentar as regras de utilização e conjugação de verbos em alemão.

## Formas Verbais
O Idioma Alemão apresenta as formas finitas e infinitas de conjugação de verbos. Na forma finita, os verbos indicam características, como o número e o gênero do sujeito. Na forma infinita, os verbos não indicam tais características.

## Formas verbais infinitas

### Infinitiv
O Infinitivo funciona conforme as normas do Português Brasileiro, sendo o verbo utilizado em sua forma raiz, como em laufen, tanzen, essen.

### Partizip I
O Partizip I se aproxima ao uso do gerúndio, sendo formado pelo verbo no infinitivo + -d. 
Por exemplo: spielend, kochend, lauchend.

### Partizip II
O Partizip II se aproxima ao uso do particípio, sendo formado basicamente por ge- + radical do verbo + -t. Existem algumas exceções específicas a esta regra, devendo ser buscado cada caso.
Por exemplo: gemacht, gekauft.

## Formas verbais finitas

### Indikativ

#### Präsens
O Präsens equivale ao tempo presente e representa o tempo atual da fala, sendo conjugado conforme o exemplo abaixo:
| Pessoa    | lachen |
| --------- | ------ |
| ich       | lache  |
| du        | lachst |
| er/sie/es | lacht  |
| wir       | lachen |
| ihr       | lacht  |
| sie/Sie   | lachen |

#### Futur
O Tempo Futuro só é utilizado quando na oração não houver um advérbio de tempo. Havendo o advérbio de tempo, o verbo deverá ser conjugado no Präsens.

##### Futur I
O Futur I indica ações que se realizarão em um futuro próximo. Este tempo é formado do auxiliar werden conjugado + o verbo no Infinitiv conforme exemplo abaixo: 
| Pessoa    | werden | lachen |
| --------- | ------ | ------ |
| ich       | werde  | lachen |
| du        | wirst  | lachen |
| er/sie/es | wird   | lachen |
| wir       | werden | lachen |
| ihr       | werdet | lachen |
| sie/Sie   | werden | lachen |

##### Futur II
O Futur II indica ações que estarão concluídas em algum momento no futuro. Este tempo é formado pelo werden + Partizip II do verbo + sein ou haben.
| Pessoa    | werden | schenken   | haben |
| --------- | ------ | ---------- | ----- |
| ich       | werde  | geschenken | haben |
| du        | wirst  | geschenken | haben |
| er/sie/es | wird   | geschenken | haben |
| wir       | werden | geschenken | haben |
| ihr       | werdet | geschenken | haben |
| sie/Sie   | werden | geschenken | haben |

#### Passado

##### Perfekt
O Perfekt indica algo que ocorreu no passado e já acabou. Este tempo é formado pelos verbos haben ou sein conjugados + Partizip II do verbo.
| Pessoa    | haben | beginnen |
| --------- | ----- | -------- |
| ich       | habe  | begonnen |
| du        | hast  | begonnen |
| er/sie/es | hat   | begonnen |
| wir       | haben | begonnen |
| ihr       | habt  | begonnen |
| sie/Sie   | haben | begonnen |

##### Imperfekt
O Imperfekt ou Präteritum é normalmente utilizado em narrativas e equivale ao Pretérito Imperfeito do Indicativo no Português. Ele é formado pela raiz do verbo + -te- (nas 2ª e 3ª pessoas do singular e 3ª pessoa do plural) ou -t- (nas demais pessoas). Os verbos irregulares possuem regência própria.
| Pessoa    | lachten  | singen |
| --------- | -------- | ------ |
| ich       | lachte   | sang   |
| du        | lachtest | sangst |
| er/sie/es | lachte   | sang   |
| wir       | lachten  | sangen |
| ihr       | lachtet  | sangt  |
| sie/Sie   | lachten  | sangen |

##### Plusquamperfekt
O Plusquamperfekt indica uma ação mais antiga do que a ação em que se passa a oração. Ele é formado pelo Präteritum de haben ou sein + Partizip II do verbo principal.
| Pessoa    | haben   | tragen   |
| --------- | ------- | -------- |
| ich       | hatte   | getragen |
| du        | hattest | getragen |
| er/sie/es | hatte   | getragen |
| wir       | hatten  | getragen |
| ihr       | hattet  | getragen |
| sie/Sie   | hatten  | getragen |

| Pessoa    | sein  | sterben   |
| --------- | ----- | --------- |
| ich       | war   | gestorben |
| du        | warst | gestorben |
| er/sie/es | war   | gestorben |
| wir       | waren | gestorben |
| ihr       | wart  | gestorben |
| sie/Sie   | waren | gestorben |

### Konjunktiv
O Konjunktiv equivale ao Subjuntivo do Português.

#### Konjunktiv I
O Konjunktiv I é utilizado na linguagem escrita e oral muito formal, pois representa distância entre a informação e a opinião pessoal de quem fala.

##### Präsens
OKonjunktiv I Präsens equivale ao Futuro do Subjuntivo do Português. Quando sua conjugação é igual ao Indikativ Präsens se costuma substituir pelo Konjunktiv II para se evitar confusão. O único verbo irregular deste tempo é o sein.
| Pessoa    | terminação | machen  |
| --------- | ---------- | ------- |
| ich       | -e         | mache   |
| du        | -est       | machest |
| er/sie/es | -e         | mache   |
| wir       | -en        | machen  |
| ihr       | -et        | machet  |
| sie/Sie   | -en        | machen  |

##### Präteritum
Este tempo é formado por haben ou sein conjugados no Konjunktiv I + Partizip II do verbo.
| Pessoa    | sein   | angehen    |
| --------- | ------ | ---------- |
| ich       | sei    | angegangen |
| du        | seiest | angegangen |
| er/sie/es | sei    | angegangen |
| wir       | seien  | angegangen |
| ihr       | seiet  | angegangen |
| sie/Sie   | seien  | angegangen |

##### Futur I
O Konjunktiv I Futur I equivale ao Futuro do Subjuntivo no Português. Ele é formado pelo werden no Konjunktiv I + verbo no Infinitiv.
| Pessoa    | werden  | fahren |
| --------- | ------- | ------ |
| ich       | werde   | fahren |
| du        | werdest | fahren |
| er/sie/es | werde   | fahren |
| wir       | werden  | fahren |
| ihr       | werdet  | fahren |
| sie/Sie   | werden  | fahren |

##### Futur II
O Konjunktiv I Futur II indica um futuro incerto. Ele é formado pelo Konjunktiv I Präsens de werden + Partizip II do verbo + Infinitiv de haben ou sein.
| Pessoa    | werden  | einschlafen   | sein |
| --------- | ------- | ------------- | ---- |
| ich       | werde   | eingeschlafen | sein |
| du        | werdest | eingeschlafen | sein |
| er/sie/es | werde   | eingeschlafen | sein |
| wir       | werden  | eingeschlafen | sein |
| ihr       | werdet  | eingeschlafen | sein |
| sie/Sie   | werden  | eingeschlafen | sein |

#### Konjuntiv II
O Konjunktiv II representa o Condicional e o Imperfeito do Subjuntivo no Português.

##### Präteritum
O Konjunktiv II Präteritum equivale o Pretérito Imperfeito do Subjuntivo. Nos verbos regulares a terminação é igual ao  Indikativ Präteritum, para os verbos irregulares se usa a mesma terminação, porém com o uso de Umlaut nas vogais a,o, u.
| Pessoa    | haben   | testen    |
| --------- | ------- | --------- |
| ich       | hätte   | testete   |
| du        | hättest | testetest |
| er/sie/es | hätte   | testete   |
| wir       | hätten  | testeten  |
| ihr       | hättet  | testetet  |
| sie/Sie   | hätten  | testeten  |

##### Plusquamperfekt
O Konjunktiv II Plusquamperfekt não possui equivalência no Português. Ele é formado pelo Konjunktiv II Präteritum do verbo auxiliar + Partizip II do verbo principal.
| Pessoa    | sein  | wachsen   |
| --------- | ----- | --------- |
| ich       | wäre  | gewachsen |
| du        | wärst | gewachsen |
| er/sie/es | wäre  | gewachsen |
| wir       | wären | gewachsen |
| ihr       | wäret | gewachsen |
| sie/Sie   | wären | gewachsen |

##### Futur I
O Konjunktiv II Futur I equivale ao Futuro do Pretérito no Português. Ele é formado pelo Konjunktiv II Präteritum de werden + Infinitiv do verbo principal.
| Pessoa    | werden  | reisen |
| --------- | ------- | ------ |
| ich       | würde   | reisen |
| du        | würdest | reisen |
| er/sie/es | würde   | reisen |
| wir       | würden  | reisen |
| ihr       | würdet  | reisen |
| sie/Sie   | würden  | reisen |

##### Futur II
O Konjunktiv II Futur II é formado pelo Konjunktiv II Futur I de werden + Partizip II do verbo principal + Infinitiv do verbo auxiliar.
| Pessoa    | werden  | fehlen  | haben |
| --------- | ------- | ------- | ----- |
| ich       | würde   | gefehlt | haben |
| du        | würdest | gefehlt | haben |
| er/sie/es | würde   | gefehlt | haben |
| wir       | würden  | gefehlt | haben |
| ihr       | würdet  | gefehlt | haben |
| sie/Sie   | würden  | gefehlt | haben |